# (39420) Elizabethgaskell
(39240) Elizabethgaskell ist ein Asteroid des inneren Hauptgürtels, der am 29. September 1973 von dem niederländischen Astronomenehepaar Cornelis Johannes van Houten und Ingrid van Houten-Groeneveld entdeckt wurde. Die Entdeckung geschah im Rahmen der 2. Trojaner-Durchmusterung, bei der von Tom Gehrels mit dem 120-cm-Oschin-Schmidt-Teleskop des Palomar-Observatoriums aufgenommene Feldplatten an der Universität Leiden durchmustert wurden, 13 Jahre nach Beginn des Palomar-Leiden-Surveys.
Die Bahndaten des Asteroiden weisen auf eine Zugehörigkeit zur Hungaria-Gruppe hin. Charakteristisch für diese Gruppe ist unter anderem die 9:2-Bahnresonanz mit dem Planeten Jupiter. Der Namensgeber für die Hungaria-Gruppe ist der Asteroid (434) Hungaria. Die Sonnenumlaufbahn von (39240) Elizabethgaskell ist mit mehr als 21° stark gegenüber der Ekliptik des Sonnensystems geneigt, ein weiteres Charakteristikum für Hungaria-Asteroiden.
(39240) Elizabethgaskell wurde am 22. Juli 2013 nach der britischen Schriftstellerin des 19. Jahrhunderts Elizabeth Gaskell benannt, die laut Widmung der Asteroidenbenennung vor allem durch ihren Roman Cranford (1853) bekannt ist.